# OBike
Obike (Eigenschreibweise oBike) war ein stationsloses Fahrradverleihsystem mit Sitz in Singapur, das auch in Europa in größeren Städten seine Dienste anbot. Obike wurde im Januar 2017 gegründet und war Mitte 2018 in 24 Ländern verfügbar. Das Unternehmen meldete im Juli 2018 Konkurs in Singapur an und ist seitdem weder für Medien noch für die zuständigen Stadtverwaltungen erreichbar, die Firmenwebsite war seit Anfang 2019 nicht mehr online. Das Firmenprofil auf Facebook wurde im Juli 2018 das letzte Mal aktualisiert.

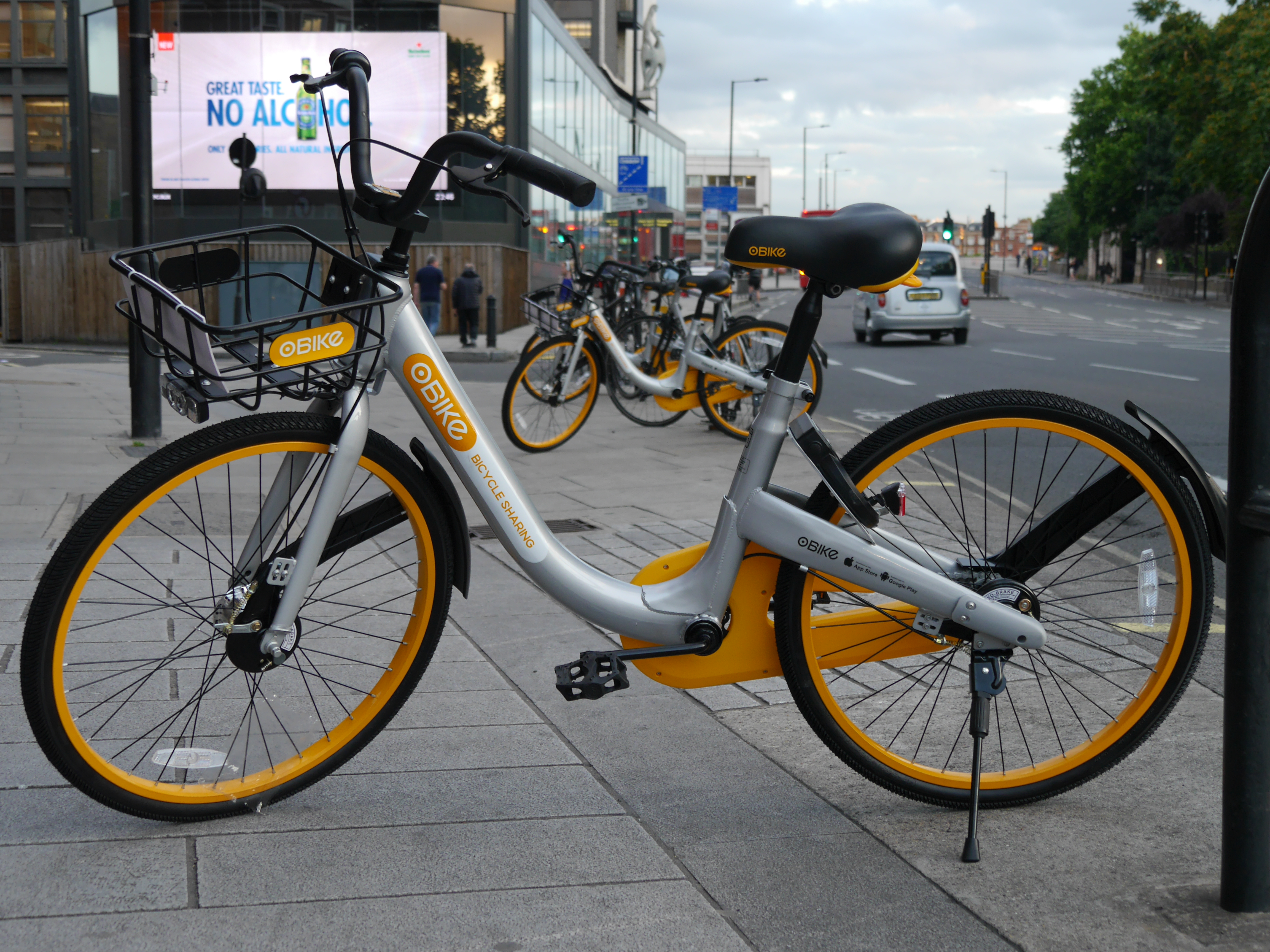
In London abgestelltes Obike

## Beschreibung
Obike vermietete seine gelb-silbernen Fahrräder einfachster Bauart in Taiwan, Korea, Malaysia, Australien, Thailand, Deutschland, Österreich, den Niederlanden, Großbritannien, Spanien und in der Schweiz. Im September 2017 betrug in Deutschland der Preis für 30 Minuten Nutzung einen Euro. Mit der Anmeldung musste eine einmalige Kaution in Höhe von 79 € bzw. 29 € für Studenten hinterlegt werden.
Mittels QR-Code konnten die Räder in der zugehörigen App gebucht werden. Die App stellte via Bluetooth eine Verbindung mit dem Rad und dessen Schloss her. So ließ sich das Rad auf- und absperren. Die Position des Rades wurde vom Smartphone an die Server von Obike übertragen, damit die Standorte aller Räder auf einer Karte in der App angezeigt wurden.
Im Januar 2018 wurde eine technische Kooperation mit TRON eingegangen. Obike-Kunden konnten zusätzlich in Verwendung mit einer App auch mit der Kryptowährung oCoins bezahlen.
Um die Wartungskosten niedrig zu halten, besitzen Räder von Obike keine Gangschaltung. Die Räder haben Vollgummireifen und sind darum schwerer als entsprechende Räder mit Luftreifen.

## Verfügbarkeit
Im August 2017 verteilte das Unternehmen im Raum München 4.000 Leihräder. Mitte September 2017 waren es knapp 6.000 Räder. Dies führte zu erheblichem Unmut und Beschwerden über wild verteilte und teilweise unsachgemäß abgestellte Fahrräder, wogegen eingewendet wurde, dass dies in einer Stadt mit über 700.000 Pkw und bis zu zwei Millionen Privaträdern kein Problem darstellen sollte und einer Studie zufolge eigentlich noch wesentlich mehr Leihräder nötig gewesen wären. Auf Grund zahlreicher Fälle von Vandalismus gab das Unternehmen im März bekannt, 6.000 seiner 7.000 in München vorhandenen Leihräder abzuziehen und in anderen Städten zu verteilen. In Frankfurt am Main und Hannover bot Obike im November 2017 je 500 Leihfahrräder an. In Berlin hatte Obike im November 2017 700 Leihfahrräder verteilt.
Mitte Juni 2018 wurde bekannt, dass Obike seine Fahrräder in Zürich mit Ende Juni 2018 aus dem Verkehr ziehen wollte. Dies erfolgte, nachdem bereits seit geraumer Zeit Beschwerden über die Zustände der Fahrräder und über die offensive Markteinführung laut geworden waren. Auch in Wien zog sich OBike zurück, ohne jedoch die Fahrräder zu entfernen. Die Stadt kündigte an, alle unregistrierten Fahrräder aufgrund einer neuen Verordnung zu entfernen und OBike die Kosten für die Entfernung in Rechnung zu stellen.

## Insolvenz
Im Juli 2018 meldete Obike in Singapur Insolvenz an und war anschließend weder für Medien noch Stadtverwaltungen erreichbar. In der Folge konnten die von den Benutzern hinterlegten Kautionen nicht zurückgezahlt werden, da sie offenbar zur Finanzierung des laufenden Betriebs verwendet wurden. Zum Zeitpunkt der Insolvenz soll Obike seinen Kunden umgerechnet etwa vier Millionen Euro geschuldet haben.
Einige der in Europa befindlichen Räder wurden im Juli 2018 als Ausgleich für ausstehende Zahlungen dem schweizerischen Unternehmen Umzug-24 überlassen, das zunächst nur für die Wartung und Verteilung der Räder zuständig war. Im Jahr 2018 befanden sich circa 30.000 Fahrräder in Deutschland und in den Niederlanden, sowie 10.000 neue Fahrräder in einer Lagerhalle bei Hamburg. Nach einem Konkurs wäre die Verleihfirma zu einem geordneten Rückzug einschließlich des Einsammelns der Fahrräder verpflichtet gewesen, was jedoch nicht geschah. Noch im Juli wurden erste ehemalige Mietfahrräder im Internet zum Verkauf angeboten, andere wurden geknackt und umlackiert. Die ungebrauchten Räder aus Hamburg bot ein Unternehmen ab August 2018 für 69 Euro pro Stück zum Verkauf an. In München wird die Zahl der in der Stadt verbliebenen OBike-Räder auf 3.000 bis 6.000 geschätzt, von denen zahlreiche zerstört in Parks liegen, in Bäumen hängen oder auf Gehwegen stehen. Die Behörden der Stadt arbeiteten an einer Verordnung zur Beseitigung der Räder.

## Datenschutz
Während andere Anbieter nur den Abstellort ihrer Leihräder orten, speicherte jedes Obike das Bewegungsprofil seiner Nutzer. In welchem Maße die gesammelten Daten verwertet wurden, ist unklar, das Unternehmen schien sie jedoch in anonymisierter Form auch zu vermarkten. Roland Hösl von der Stadtverwaltung München sagte gegenüber der Zeit, die Firma hätte der Stadt mit den gewonnenen Daten zeigen können, wo neue Radwege nötig wären. Das habe ihm zumindest die Deutschland-Vertreterin von Obike in einem Gespräch angeboten.
Laut Unternehmensangaben wurden Daten „nicht an Dritte weitergegeben, aber die Daten intern für die Entwicklung der App und des Angebots genutzt“.
Nach Ansicht von Datenschützer Thomas Kranig verstieß Obike auch gegen das Transparenzgebot. Welche Daten das Unternehmen von seinen Nutzern erfasste und was damit geschehe, sei beim Download der App nicht erkennbar: „Es gibt Informationen, dass sie Bewegungsprofile erstellen und dass sie diese sogenannten verbundenen Unternehmen zur Verfügung stellen. Aber der Nutzer erfährt nicht, zu welchen Zwecken das gemacht wird und auch nicht, welche diese verbundenen Unternehmen sind, die diese Bewegungsprofile erhalten sollen“, so Kranig.
Im November 2017 waren Nutzerdaten von Kunden zeitweilig frei im Internet abrufbar, darunter Telefonnummern, Profilbilder und E-Mail-Adressen. Nach Angaben des Bayerischen Rundfunks stellten die Social-Media-Funktionen der Smartphone-App eine Schwachstelle dar. Das Bayerische Landesamt für Datenschutzaufsicht (LDA) bestätigte dem BR, dass es sich bei dem Datenleck um einen Verstoß gegen das Datenschutzgesetz handelte.

## Rezeption
Der Redakteur Jan-Keno Janssen kritisierte auf Heise online die Schwergängigkeit der Leihräder: „Die Teile sind so schwergängig, dass schnödes Gehen weniger Energie und Zeit kostet.“ Zusammen mit den Datenschutzproblemen, dem umstrittenen Verhaltenspunkte-Modell und dem Schrottproblem zeigte sich der Redakteur enttäuscht von dem Unternehmen, das damit seiner Meinung nach eine „eigentlich total tolle Idee“ sabotierte.